# Націонал-соціалістичний рух (Нідерланди)
Націонал-соціалістичний рух у Нідерландах (нід. Nationaal-Socialistische Beweging in Nederland, нід. вимова: [nɑʃoːˈnaːl soːʃaːˈlɪstisə bəˈʋeːɣɪŋ ɪn ˈneːdərlɑnt], NSB) — нідерландська фашистська, а згодом нацистська політична партія, що сама себе називала рухом. Як парламентська партія брала участь у виборах у законодавчі органи та мала успіх у 1930-х. За німецької окупації залишалася єдиною легальною партією в Нідерландах упродовж більшої частини Другої світової війни.

## Історія
Рух заснували 1931 року в Утрехті Антон Муссерт, який став його керівником, та Корнеліс ван Гелкеркен. Партійна програма спиралася на італійський фашизм і німецький нацизм: однак, на відміну від останнього, до 1936 року партія не була антисемітською і навіть мала членів-євреїв.
Після початку Другої світової війни рух симпатизував німцям і виступав за суворий нейтралітет Нідерландів. У травні 1940 року після вторгнення Німеччини 800 членів і прихильників цього руху нідерландська влада взяла під варту. Незабаром після поразки нідерландців 14 травня 1940 року затриманих звільнили німецькі військовики. У червні 1940 року Муссерт виступив із промовою в Лунтерені, де закликав Нідерланди обійняти німців і відректися від Голландської монархії, керівництво якої втекло в Лондон.
1940 року німецька окупаційна влада оголосила поза законом усі соціалістичні та комуністичні партії. 1941 року вона заборонила всі партії, крім Націонал-соціалістичного руху. Останній відкрито співпрацював з окупаційними військами. Кількість його членів зросла приблизно до 100 000. Рух відігравав важливу роль у нижчих органах державної влади та державній службі; кожен новий мер, призначений німецькою окупаційною владою, був членом цього руху. На національному рівні Муссерт очікував, що його зроблять лідером незалежної голландської держави, союзної Німеччині; насправді ж окупаційним урядом керував австрійський нацист Артур Зейсс-Інкварт. Муссерт мав кілька зустрічей із Гітлером, на яких просив про незалежність Нідерландів, але безуспішно. Хоча Зейсс-Інкварт і пропонував зробити Муссерта прем'єр-міністром Нідерландів, йому було присвоєно лише почесне звання «Вождь нідерландського народу» та було дозволено створити маргінальний Державний секретаріат, але йому надали дуже мало влади, а фактично жодної. Його вплив у партії нівелювався за рахунок Роста ван Тоннінгена та інших пронімецьких членів. Починаючи з літа 1943 року, з багатьох членів партії чоловічої статі було сформовано дивізію «Ландсторм Недерланд», яка допомагала уряду управляти населенням.
4 вересня 1944 року війська союзників захопили Антверпен, і Націонал-соціалістичний рух очікував, що найближчим часом Нідерланди впадуть. 5 вересня більшість керівництва руху втекла в Німеччину, а партійна організація розпалася, що ввійшло в історію як «Долле Дінсдаг» (нід. Dolle Dinsdag «шалений вівторок»).
Після капітуляції Німеччини 6 травня 1945 рух було оголошено поза законом. Наступного дня Мусерта заарештували. Багато членів руху було заарештовано, але лише деяких було засуджено. 7 травня 1946 року Муссерта стратили. 

## Ідеологія та проблеми

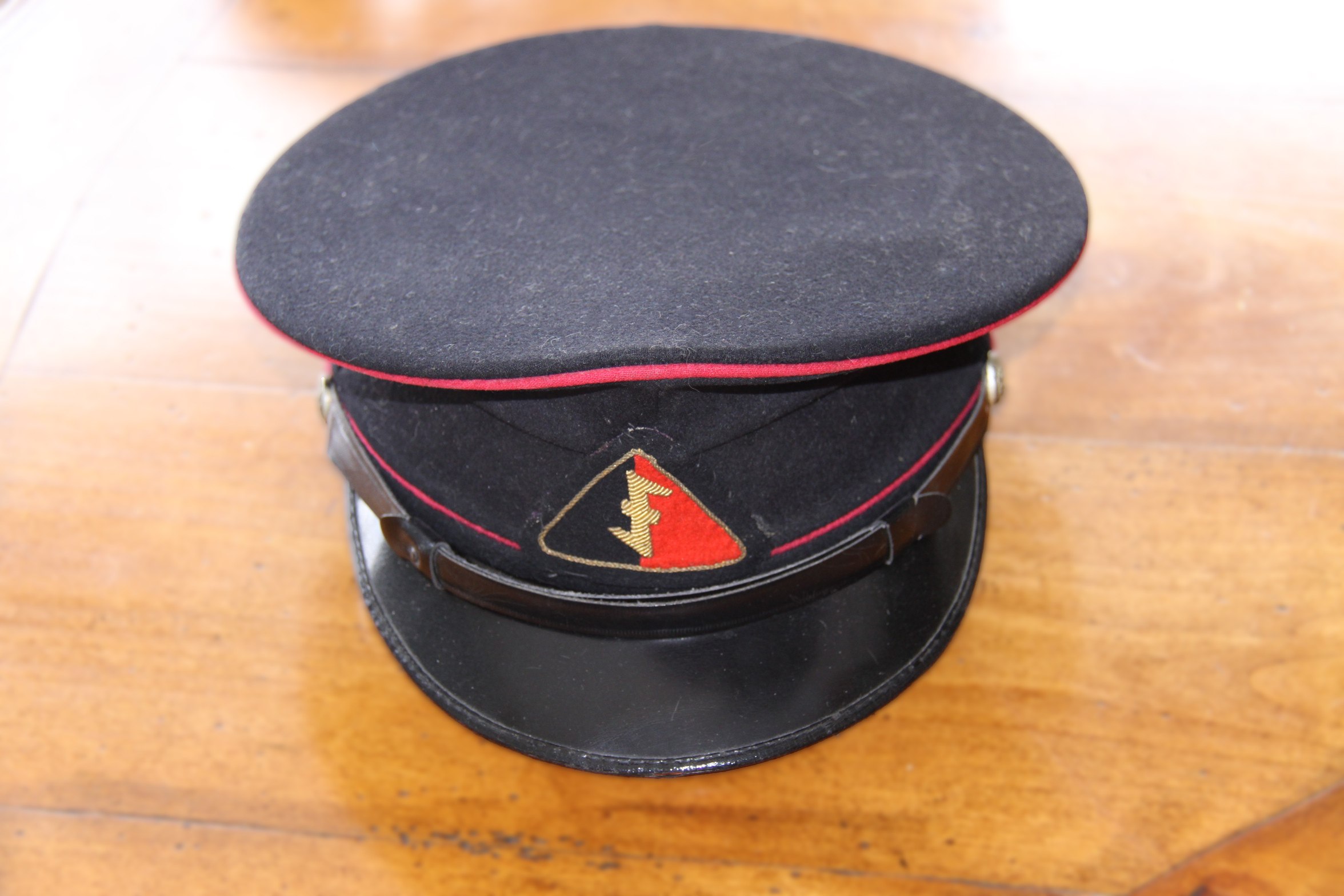
Кашкет члена нідерландського Націонал-соціалістичного руху часів Другої світової війни

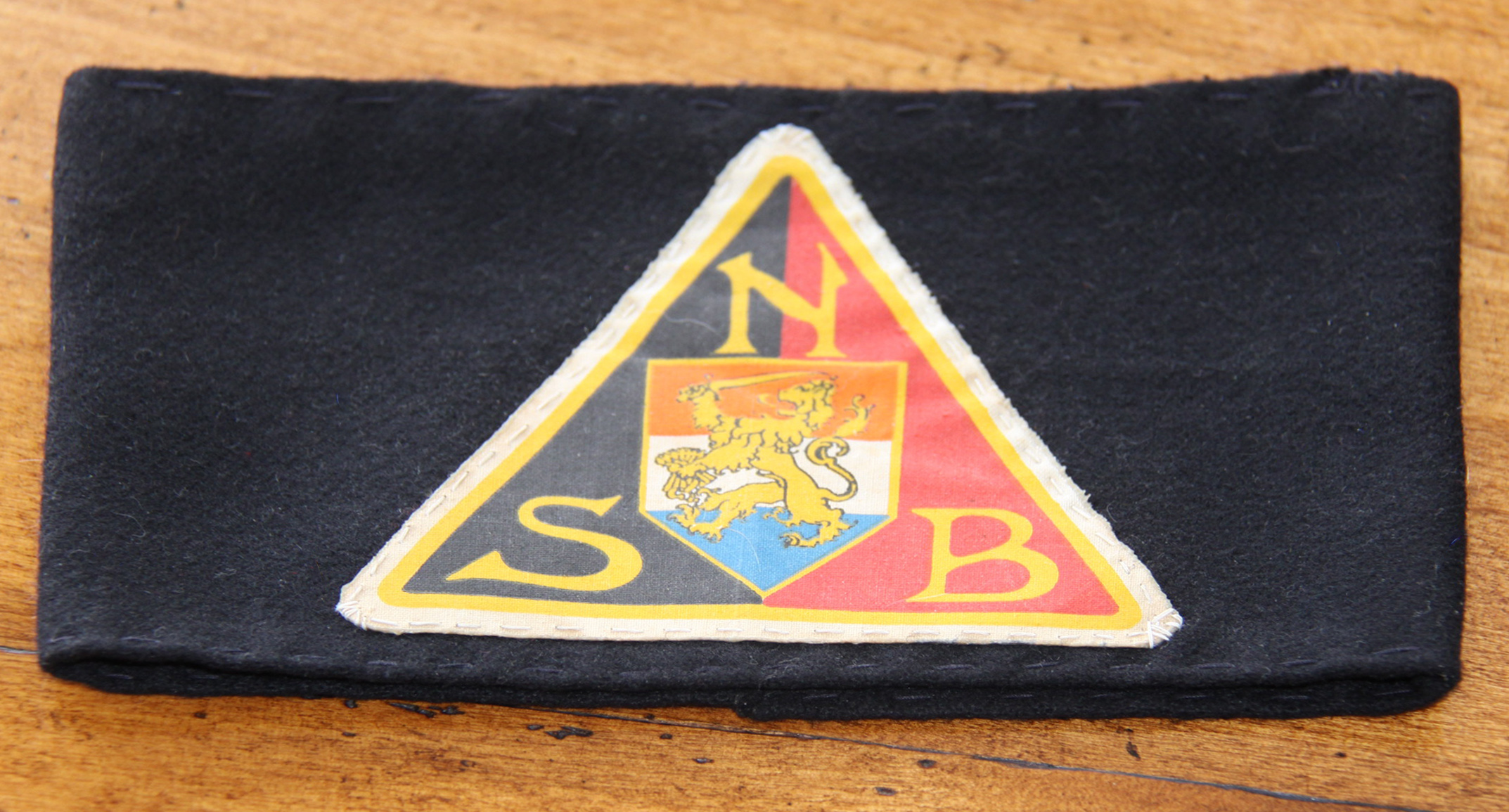
Нарукавна пов'язка члена нідерландського Націонал-соціалістичного руху

Рух розпочав свою діяльність як класична фашистська партія, яка базувалася на засадах вождизму. Партія обстоювала ідею фашистської держави зі згідливим урядом, фашистським порядком і державним контролем. Це ставило національний інтерес вище від інтересу індивідуума та соціальних груп (піларизація), яким відзначалося нідерландське суспільство. Партія була антипарламентською та авторитарною. У її програмі, за взірець якої було взято програму німецької нацистської партії, бракувало посилань на антисемітську або расистську ідеологію нацистської партії. Після 1936 року під впливом Мейнауда Рост ван Тоннінгена партія почала ще більше рівнятися на нацистську партію, наслідуючи її антисемітські та расистські ідеї. Вона також почала симпатизувати агресивній зовнішній політиці Італії та Німеччини.
Практичними вимогами партії були такі: скасування індивідуальних виборчих прав, корпоратизм, обов'язок працювати і служити в армії, обмеження свободи преси, закони проти страйків. Вона вимагала об'єднання Нідерландів із Фландрією та Французькою Фландрією у Великі Нідерланди, які б також контролювали велику колоніальну імперію, що складалася з Бельгійського Конго, Нідерландської Ост-Індії та, можливо, Південно-Африканського Союзу. Ця держава уявлялася не у складі Німеччини, а лише як незалежний вірний союзник Німеччини. 

## Ритуали та символи
Рух копіював елементи італійського фашизму та німецького нацизму. Як і у фашистів Муссоліні, до однострою нідерландського націонал-соціаліста входила чорна сорочка. Партія також прийняла фашистське привітання. З 1933 року використовувалося привітання Hou Zee!, яке, за словами Антона Муссерта, означало хоробрість і посилалося на славну морську історію Голландської республіки. Також почали використовувати такі звертання, як Leider («ватажок, вождь, лідер») щодо Муссерта (за зразком дуче або фюрер, що означало те саме), Kameraad («товариш») для чоловіків і Kameraadske («товаришка», що було неологізмом) на адресу жінок. Одним із партійних гасел партії було «Муссерт або Москва», що наводило на думку про фашистську оборону від гаданої комуністичної підривної діяльності. Хоча згодом партія прийняла нацистські червоний та чорний кольори і свастику, в оригінальному прапорі руху використовувався «прапор Принца». Синій вольфсангель на білому диску було зображено на жовтогарячому тлі.

## Керівництво та підтримка

### Загальнодержавний рівень
У цій таблиці наведено партійні результати на виборах до Палати представників Нідерландів (нижньої палати), Сенату, провінційних рад і політичне керівництво партії (голова парламентської фракції та провідний кандидат від партії на загальних виборах, посади яких, як правило, обіймав керівник партії). Також подано чисельність членів партії. Тоді Палата представників налічувала 100 депутатів.
| Рік  | Палата представників | Сенат             | Провінційна рада  | Голова парламентської фракції (Fractievoorzitter) | Провідний кандидат (Lijsttrekker) | Членство |
| ---- | -------------------- | ----------------- | ----------------- | ------------------------------------------------- | --------------------------------- | -------- |
| 1933 | 0                    | 0                 | 0                 | позапарламентська                                 | виборів не було                   | 900      |
| 1934 | 0                    | 0                 | 0                 | позапарламентська                                 | виборів не було                   | 21000    |
| 1935 | 0                    | 2                 | 44                | Макс де Маркант ет д'Ансембург**                  | виборів не було                   | 33000    |
| 1936 | 0                    | 2                 | 44                | Макс де Маркант ет д'Ансембург**                  | виборів не було                   | 52000    |
| 1937 | 4                    | 5                 | 44                | Антон Муссерт                                     | Антон Муссерт                     | 48000    |
| 1938 | 4                    | 5                 | 44                | Антон Муссерт                                     | виборів не було                   | 39000    |
| 1939 | 4                    | 5                 | 21                | Антон Муссерт                                     | виборів не було                   | 37000    |
| 1940 | 4                    | 5                 | 21                | Антон Муссерт                                     | виборів не було                   | 32000    |
| 1941 | німецька окупація    | німецька окупація | німецька окупація | німецька окупація                                 | німецька окупація                 | 90788    |
| 1942 | німецька окупація    | німецька окупація | німецька окупація | німецька окупація                                 | німецька окупація                 | невідомо |
| 1943 | німецька окупація    | німецька окупація | німецька окупація | німецька окупація                                 | німецька окупація                 | 99353    |
| 1944 | німецька окупація    | німецька окупація | німецька окупація | німецька окупація                                 | німецька окупація                 | 101314   |

### Муніципальні та провінційні органи влади
До 1940 року партія займала місця у провінційних і муніципальних законодавчих органах, але не взаємодіяла ні з якими політичними силами. Після 1940 р. ці законодавчі органи припинили свою діяльність, а роль партії у місцевих і провінційних законодавчих органах розширилася. Всі новопризначені мери були членами НСБ.
Наступна таблиця відображає результати провінційних виборів 1935 і 1939 рр. по кожній провінції. Вона показує райони, де позиції партії були сильними, а саме в Південній Голландії, Північній Голландії та Гелдерланді. Найсильніше становище мала партія у Дренте та Лімбурзі. 1935 року вона стала другою за чисельністю партією в Лімбурзі. Слабше становище партія мала у Фрисландії, Північному Брабанті та Зеландії.
1939 року напередодні Другої світової війни партія втратила майже половину своїх місць у провінційних органах влади.
| Провінція          | Результат 1935 (місця) | Результат 1939 (місця) |
| ------------------ | ---------------------- | ---------------------- |
| Дренте             | 4                      | 3                      |
| Фрисландія         | 1                      | 0                      |
| Гелдерланд         | 5                      | 2                      |
| Гронінген          | 4                      | 2                      |
| Лімбург            | 5                      | 2                      |
| Північний Брабант  | 2                      | 1                      |
| Північна Голландія | 7                      | 4                      |
| Оверейсел          | 3                      | 2                      |
| Утрехт             | 4                      | 1                      |
| Зеландія           | 2                      | 1                      |
| Південна Голландія | 7                      | 3                      |

Основну підтримку партія дістала від середнього класу: державних службовців, сільських господарів, ділових людей та вояків. Більшість із цих громадян не були членами організацій, яким притаманна сильна піларизація (стійкий вертикальний поділ суспільства, у межах якого моделі політичної організації визначаються релігійною належністю, що йде врозріз із класовим поділом на горизонтальні формації) та які купчилися довкола соціалістичних союзів і протестантської та католицької церков. Натомість її прибічники часто були вільною ланкою слабшого ліберального стовпа піларизації, який відзначається великим різноманіттям. 
Партія домоглася особливих успіхів у Дренте, Гелдерланді та містах Лімбургу на кордоні з нацистською Німеччиною.